# Anna Kayser
Anna Kayser, Pseudonym Annie Hauserhoff, (* 1. September 1885 in Hespecke bei Elspe; † 20. Oktober 1962 ebenda) war eine deutsche Schriftstellerin aus dem Sauerland.

## Leben
Anna Kayser besuchte im Nachbarort Sporke die einklassige Volksschule. Mit 22 Jahren schrieb sie ihre ersten Erzählungen, ohne sie jedoch zu veröffentlichen. Erst 1919 nahm ihre schriftstellerische Tätigkeit nach langer Krankheit wieder auf. Sie publizierte regelmäßig in der Trutznachtigall (seit 1921: Heimatblätter des Kurkölnischen Sauerlands), vielen weiteren Heimatblättern, Tageszeitungen sowie in deutschen Sonntags- und katholischen Kirchenzeitungen, z. T. unter dem Pseudonym Annie Hauserhoff.
Ihrer Sauerländer Heimat war sie stets verbunden. Sie gehörte jahrzehntelang dem Vorstand des Sauerländer Heimatbundes an. Hoch- und plattdeutsche Beiträge sind in vielen Kalendern und in den Olper Heimatstimmen abgedruckt.
Wie Josefa Berens-Totenohl, Christine Koch oder Heinrich Luhmann war sie Mitglied des 1929 von Georg Hermann Nellius gegründeten völkischen Sauerländischen Künstlerkreis (SKK). Geleitet wurde der Kreis in den Folgejahren von Hans Menne, NSDAP-Mitglied seit 1924. Nach der Machtübergabe wurde der SSK von der NSDAP als repräsentative Vereinigung der Sauerländer Kulturträger angesehen. Die „nationalsozialistische Revolution“ erfüllte seine Mitglieder „mit großer Freude“, wie sie in gemeinsamer Erklärung im westfälischen Central-Volksblatt des Zentrums bekundeten. Der SKK war Mitglied im rosenbergschen Kampfbund für deutsche Kultur. Maria Kahle und Josefa Berens-Totenohl gehörten zu Kaysers Freundeskreis.
Der NSDAP trat Kayser nicht bei. Ihr nationalsozialistischen Mitgliedschaften beschränkten sich nach ihren eigenen Angaben auf die NS-Frauenschaft.

## Schriften
- Der Sohn des Freimaurers 1927. (2. Auflage. 1929)
- Der Sohn der Jungfrau. Eine biblische Erzählung. 1928.
- Hareth, der Aussätzige. 1929.
- Imma sucht Menschen. 1928.
- Marianne heiratet. 1934.
- Claudia Procula. Das Weib des Pilatus. 1942.
- Bethlehem. Herbergssuche und Krippenspiel. 1949.
- Der veruntreute Ring. 1949.
- Ute verrät das Sakrament. Ein Eheroman aus unseren Tagen. 1951.
- Flammendes Blut. Roman einer bezwungenen Leidenschaft. 1952.
- Die Heldin von Sicilien. Historisches Spiel in sieben Akten. 1953.
- Ina-Regina. Roman einer Berufung zur großen Liebe. 1957.
- Das unlösbare Band. 1957.
- Jungfer Birgitt. 1957.